# Wacław Szperber

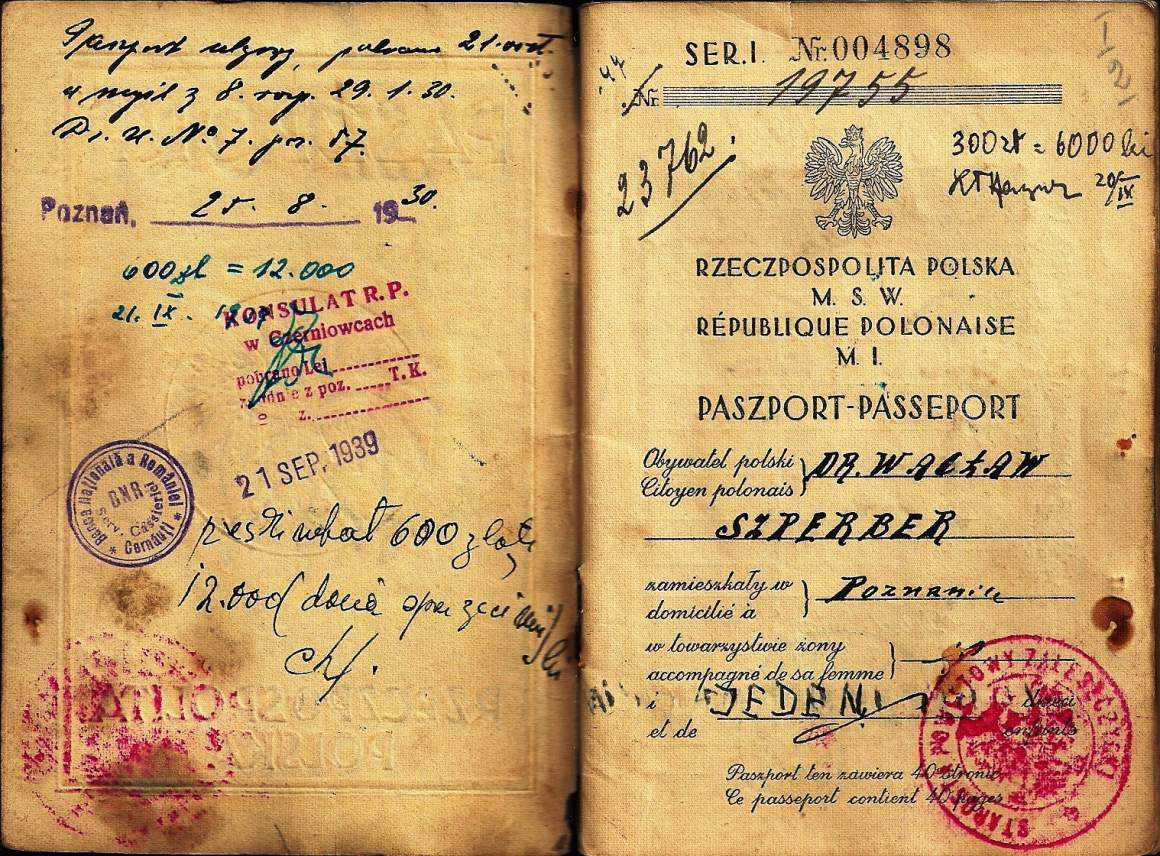
Paszport Wacława Szperbera, 1930

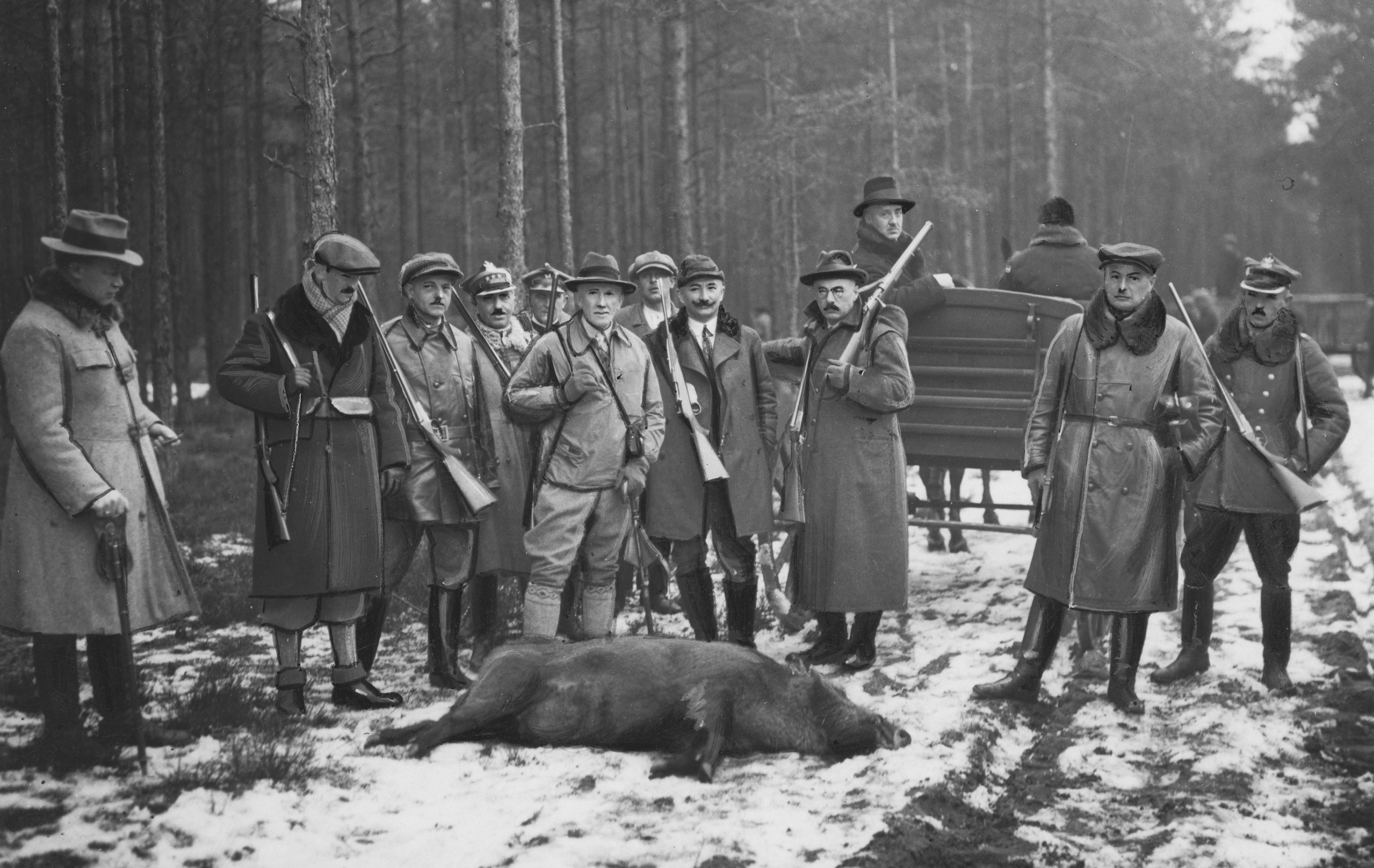
Polowanie na dziki w majątku księcia Michała Radziwiłła w Antoninie – Wacław Szperber (drugi od lewej), 1933

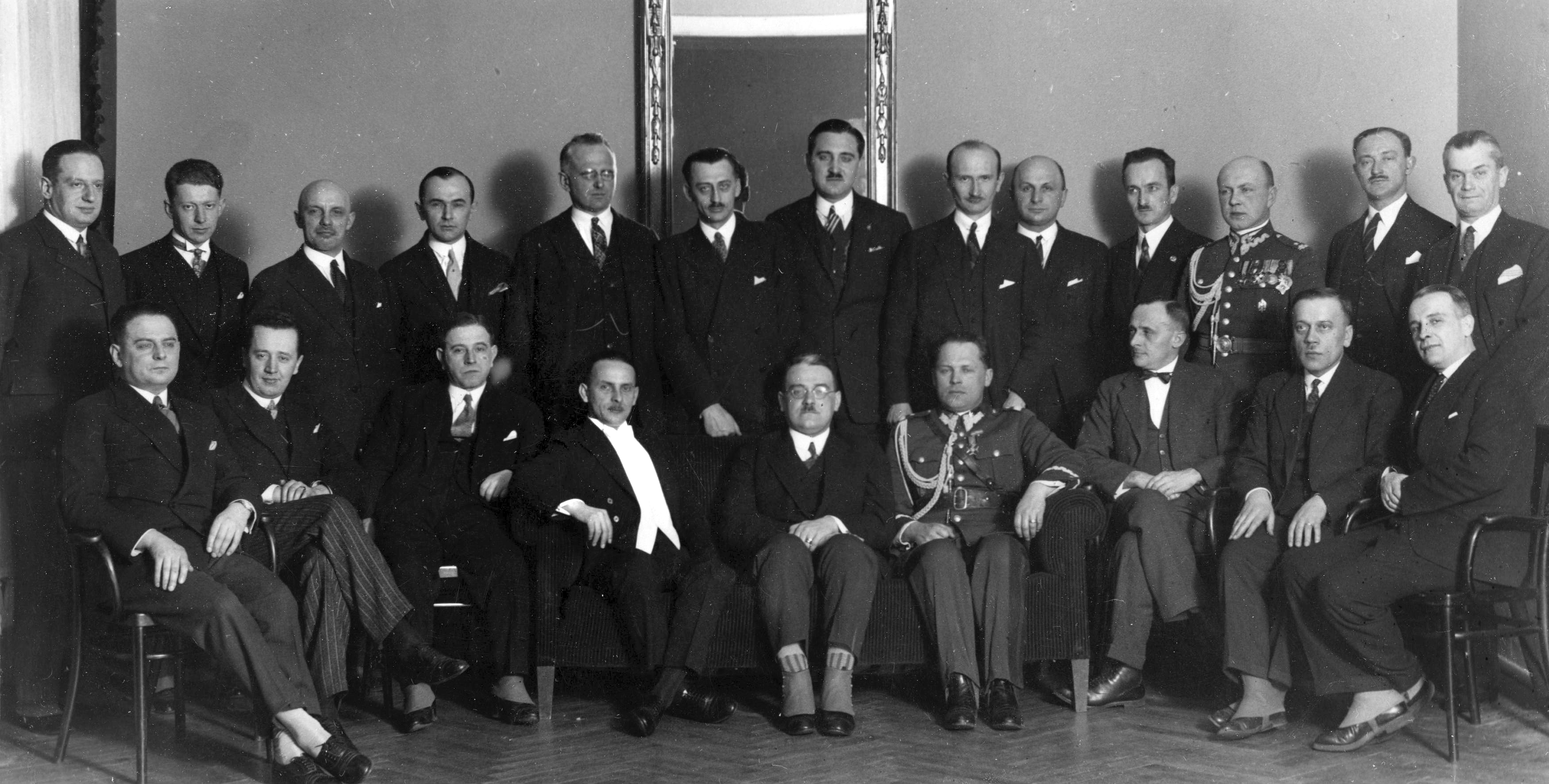
Zjazd absolwentów wiedeńskiej Akademii Eksportu – Wacław Szperber (stoi drugi od prawej)

Wacław Szperber, także Stanisław Wacław lub Wacław Włodzimierz (ur. 10 października 1891 w Krakowie, zm. 26 maja 1960 w Londynie) – polski prawnik, dziennikarz, oficer Wojska Polskiego, pochodzenia żydowskiego.

## Życiorys
Jego rodzicami byli Salomon Stefan i Franciszka z Barberów. Miał starszego brata – Józefa, artystę-malarza i bohatera szarży pod Rokitną.
Studiował prawo na Uniwersytecie Jagiellońskim, kończąc naukę uzyskaniem tytuł doktora. Był także absolwentem Akademii Eksportu w Wiedniu.
W 1910 zadebiutował na łamach „Ilustrowanego Kuryera Codziennego” (IKC) jako dziennikarz. Początkowo zajmował się sportem, był m.in. inicjatorem corocznych biegów o puchar IKC. W 1918 wskutek konfliktu między konkurującymi wydawcami przeniósł się do powstałej wtedy gazety „Nowy Kuryer Krakowski”, wkrótce przemianowanej na „Gońca Krakowskiego”. Relacjonując na jego łamach jeden z meczów rozgrywanych w ramach  Pucharu Żeleńskiego (1912–1925) – Lwów kontra Kraków, podjął ostrą polemikę z przedstawicielem przeciwnego obozu oraz dziennikarzem lwowskiej „Gazety Wieczornej” – Rudolfem Wackiem. Prawdopodobnie był to jeden z pierwszych kibicowskich sporów sportowo-medialnych, powodowanych patriotyzmem lokalnym. Jednocześnie redagował wydawane dwa razy w tygodniu pismo „Informator – Zawodowy Organ Przemysłu Gosp.–Szynk. w Krakowie”. Z czasem swoje zainteresowania dziennikarskie przeniósł na zagadnienia ekonomiczno-gospodarcze. M.in. publikował i analizował ceduły giełdowe.
Po kilkuletniej pracy w „Gońcu” powrócił na łono IKC. W latach 1929–1933 kierował poznańskim oddziałem „Kuryera”. Następnie kolejny raz zmienił pracę, otrzymując angaż w „Gazecie Polskiej” w Warszawie. W 1935 ponownie wrócił do Krakowa, aby objąć stanowisko naczelnego sekretarza („dyrektora pracy”) w IKC, które piastował do 1939. Pisarz i dziennikarz Jalu Kurek tak opisał jego pozycję w redakcji: W. Szperber – o wyniosłej postawie i gładkiej wymowie – był może raczej sekretarzem (czy adiutantem) szefa. W samym dzienniku nic właściwie nie robił, tzn. nie pisał, reprezentował tylko pismo (czy koncern) na zewnątrz, w instytucjach, ambasadach, to lubił.

### Mundur i pióro
Był żołnierzem Legionów Polskich. W Roczniku oficerskim 1923 figuruje w stopniu kapitana rezerwy 2 Pułku Piechoty (LP) ze starszeństwem od 1 czerwca 1919.
Po wybuchu II wojny światowej przekroczył 16 września 1939 granicę polsko–rumuńską w Zaleszczykach i skierował się do Francji, gdzie przebywał do 1940. Kiedy Niemcy wkroczyli do Francji,  ewakuował się do Wielkiej Brytanii. W 1940 ponownie założył mundur WP. Wstąpił w randze pułkownika do 10 Brygady Kawalerii Pancernej Polskich Sił Zbrojnych. Od 1942 był członkiem sztabu naczelnego gen. Władysława Sikorskiego w Londynie. Za zasługi w okresie wojennym został kilkakrotnie odznaczony. Współpracował wówczas z „Dziennikiem Żołnierza”. Korespondencje o życiu żołnierza polskiego w Szkocji zamieszczał również w amerykańskiej prasie polonijnej. Ponadto publikował w „Polsce Walczącej – Żołnierzu Polskim na Obczyźnie” i później w „Wiadomościach”.

### Po wojnie
Po zakończeniu wojny zajmował się głównie działalnością adwokacką i konsultacyjną. M.in został prezesem sądu koleżeńskiego emigracyjnego Związku Dziennikarzy RP w Londynie.

### Małżeństwo
Był żonaty z Krystyną z d. Naiemską (1898–1992). Miał z nią syna – Adama Wacława (1920–1944), podporucznika 2 pułku pancernego, poległego podczas wyzwalania Belgii, pośmiertnie odznaczonego Orderem Virtuti Militari.

## Odznaczenia
- Złoty Krzyż Zasługi
- Kawaler Legii Honorowej (Francja)
- Kawaler Orderu Palm Akademickich (Francja)
- Krzyż Złoty Orderu Zbawiciela, 1931 (Grecja)

## Uwaga
1. ↑  W źródłach wojskowych figuruje jako Stanisław Wacław. Inne, m.in. brytyjskie, wymieniają go jako Wacława Włodzimierza. Natomiast w jego paszporcie RP z 1930 widnieje tylko jedno imię – Wacław[1].